# تات
تات (بالإنجليزية: Tat)‏ اختصار لـTrans-Activator of Transcription أي منشط النسخ مفروق: هو بروتين يُشفر بواسطة جين Tat لدى فيروس الإيدز-1. تات هو بروتين تنظيمي يُحسن فعالية نسخ الفيروس بشكل كبير جدا. يتكون هذا البروتين من 86 إلى 101 حمض أميني حسب النوع الفرعي للفيروس. يزيد تات بشكل كبير مستوى نسخ الدنا مزدوج السلاسل الخاص بفيروس الإيدز. قبل تواجد تات تُنسخ كميات قليلة من جزيئات الرنا وهو ما يسمح بإنتاج بروتين تات. يرتبط هذا البروتين بعوامل خلوية ويتوسط فسفرتها، وينتج عن ذلك زيادة في نسخ جميع جينات فيروس الإيدز، موفرا دورة ارتجاع إيجابية. وهذا يسمح لفيروس الإيدز بأن تكون له استجابة كبيرة جدا حين تُنتج عتبة محدد من تات، وهي أداة مفيدة في التغلب على الاستجابة المناعية للجسم.
يبدو أن بروتين تات يلعب دورا مباشرا في عملية الإصابة بمرض فيروس الإيدز. يُحرَّر هذا البروتين بواسطة الخلايا المصابة في المزارع الخلوية ويتواجد في دم المرضى المصابين بفيروس الإيدز-1. يمكن أن يُمتص بواسطة الخلايا غير المصابة بفيروس الإيدز-1 ويمكن أن يعمل بشكل مباشر كذيفان مسببا موت الخلية عبر الاستماتة في الخلايا التائية غير المصابة الجوارية، وهو الأمر الذي يساعد في انتشار وتطور مرض الإيدز.
عبر مناهضة المستقبل CXCR4، يبدو أن تات يشجع بشكل انتقائي إنتاج السلالات الفيروسية الأقل إمراضا المنتحية للبلعميات (والتي تستخدم المستقبل CCR5) في المراحل الأولى من الإصابة، وهو ما يسمح للسلالات الأكثر والأسرع إمراضا المنتحية للخلايا التائية (التي تستخدم المستقبل CXCR4) من الظهور لاحقا بعد التطفر من السلالات المنتحية للبلعميات.